# Paralelo 20 norte
El paralelo 20 Norte es un paralelo que está 20 grados al norte del plano ecuatorial de la Tierra.
Este paralelo  define parte de la frontera entre Libia y Sudán, y, en Sudán, la frontera entre los estados Norte y Darfur del Norte.
Aquí el día dura 13 horas con 21 minutos en el solsticio de junio, y 10 horas con 55 minutos en el solsticio de diciembre
Comenzando en el meridiano de Greenwich en la dirección este, el paralelo 20º Norte pasa sucesivamente por:
| País, territorio o mar       | Notas |
| ---------------------------- | --- |
| Mali                         | |
| Argelia                      | |
| Níger                        | |
| Chad                         | |
| Libia                        | |
| Frontera entre Libia y Sudán | |
| Sudán                        | Define la frontera entre los estados Norte y Darfur del Norte.                                                                       |
| Mar Rojo                     | |
| Arabia Saudita               | |
| Omán                         | |
| Océano Índico                | Mar Arábigo - Pasa al sur de la isla Masira, Omán                                                                                    |
| India                        | |
| Océano Índico                | Bahía de Bengala |
| Birmania (Birmânia)          | |
| Tailandia                    | |
| Laos                         | |
| Vietnam                      | |
| Mar de la China Meridional   | Golfo de Tonkín |
| China                        | Isla Hainan |
| Mar de la China Meridional   | |
| Océano Pacífico              | Mar de las Filipinas Pasa entre las Islas Batanes y Islas Babuyan, Filipinas Pasa al sur de las Islas Maug, Islas Marianas del Norte |
| Estados Unidos               | Isla de Hawái, Hawái |
| Océano Pacífico              | |
| México                       | |
| Golfo de México              | Bahía de Campeche |
| México                       | Península de Yucatán |
| Mar Caribe                   | |
| Cuba                         | |
| Mar Caribe                   | Paso de los Vientos |
| Haití                        | Isla Tortuga |
| Océano Atlántico             | Pasa al norte de la isla Española, República Dominicana                                                                              |
| Mauritania                   | |
| Mali                         | |